# Unnatural
Unnatural — восьмой мини-альбом южнокорейско-китайской гёрл-группы Cosmic Girls. Альбом был выпущен 31 марта 2021 года лейблами Starship Entertainment и Yuehua Entertainment с ведущим синглом «Unnatural».
Участницы группы Чен Сяо, Мэйчи и Сюани не участвовали в выпуске альбома из-за конфликтов с расписанием в Китае.

## Предпосылки
8 марта WJSN объявили, что они вернутся в конце марта. Позже было объявлено, что они вернутся со своим девятым мини-альбомом Unnatural 31 марта.

## Список треков
| №                   | Название                      | Текст песни                           | Музыка                                                           | Аранжировка                                                 | Длительность |
| ------------------- | ----------------------------- | ------------------------------------- | ---------------------------------------------------------------- | ----------------------------------------------------------- | ------------ |
| 1.                  | «Unnatural»                   | Kevin Oppa Song Hee-jin (Solcire) Exy | Kevin Oppa Song Hee-jin (Solcire) Chris Wahle                    | Chris Wahle                                                 | 3:01         |
| 2.                  | «Last Dance»                  | Jinli (Full8loom)                     | Glory Face (Full8loom) Jinli (Full8loom) Jake K (ARTiffect)      | Glory Face (Full8loom) Jake K (ARTiffect) HARRY (Full8loom) | 3:16         |
| 3.                  | «Super Moon» (원하는 모든 걸) | MosPick Exy                           | MosPick                                                          | MosPick                                                     | 3:29         |
| 4.                  | «New Me»                      | Seola Jinli (Full8loom) Exy           | Glory Face (Full8loom) Jinli (Full8loom) Seola HARRY (Full8loom) | Glory Face (Full8loom) HARRY (Full8loom)                    | 3:29         |
| 5.                  | «Yalla» (음)                  | Makecake36 Exy                        | Makecake36 Exy                                                   | Makecake36                                                  | 3:10         |
| 6.                  | «Rewind» (잊지 마)            | KZ Kim Hye-kwang Jung Soo-min Exy     | KZ Kim Hye-kwang Jung Soo-min                                    | KZ Kim Hye-kwang Jung Soo-min                               | 4:15         |
| Общая длительность: | Общая длительность:           | Общая длительность:                   | Общая длительность:                                              | Общая длительность:                                         | 20:43        |

## Чарты
| Чарт (2021)             | Высшая позиция |
| ----------------------- | -------------- |
| Республика Корея (Gaon) | 3              |

| Чарты (2021)            | Высшая позиция |
| ----------------------- | -------------- |
| Республика Корея (Gaon) | 126            |

## Награды и номинации

### Музыкальные программы
| Песня       | Программа          | Дата               | Ссылка |
| ----------- | ------------------ | ------------------ | ------ |
| «Unnatural» | The Show (SBS MTV) | 6 апреля 2021 года | [ 5 ]  |

## История релиза
| Регион           | Дата               | Формат                           | Лейбл                                                           |
| ---------------- | ------------------ | -------------------------------- | --------------------------------------------------------------- |
| Республика Корея | 31 марта 2021 года | CD цифровая дистрибуция стриминг | Starship Entertainment Yuehua Entertainment Kakao Entertainment |
| Мир              | 31 марта 2021 года | Цифровая дистрибуция стриминг    | Starship Entertainment Yuehua Entertainment Kakao Entertainment |